# Franz Bucher (Leichtathlet)
Franz Leopold Bucher (* 12. September 1914 in Weidling; † 15. August 1998 in Mauerbach) war ein österreichischer Leichtathlet, der sich auf den Speerwurf und den Zehnkampf spezialisiert hatte.

## Sportliche Karriere
Bucher startete 1937 und 1938 für den SKV Feuerwehr Wien und danach bis 1943 für Rapid Wien. Ab 1945 trat er für Union Wien an. Bucher stand bereits 1936 auf der Startliste für die Olympischen Spiele in Berlin, trat aber nicht an. Er war 1938 Österreichischer Meister im Speerwurf und 1940 im Zehnkampf. 1937 war er beim Leichtathletik-Länderkampf der Männer 1937 Deutschland – Österreich Mitglied der österreichischen Mannschaft, 1941 beim Leichtathletik-Länderkampf der Männer 1941 Rumänien – Deutschland gehörte er zum deutschen Aufgebot.
Nach dem Zweiten Weltkrieg, in dem Bucher Oberfeldwebel in der Wehrmacht diente, war Bucher Funktionär in der Sportunion. Von 1967 bis 1973 amtierte er als Vizepräsident des ÖLV. Als Verbandstrainer Speerwurf betreute er unter anderem die Olympiadritte von 1968 Eva Janko.